# Patent żeglarski
Patent żeglarski – dokument uprawniający do kierowania jachtem określonej wielkości i rodzaju po określonych wodach.

## Patenty w Polsce
Od 1 maja 2013 obowiązuje następujący system patentów żeglarskich:
| Lp. | Nazwa patentu           | Wymagania | Uprawnienia |
| --- | ----------------------- | --- | --- |
|     | brak                    | | - prowadzenie jachtów żaglowych (które mogą być wyposażone w pomocniczy napęd mechaniczny) o długości kadłuba do 7,5 m - prowadzenie jachtów motorowych o mocy silnika do 10 kW (13,60 KM) - uprawianie turystyki wodnej na jachtach motorowych o mocy silnika do 75 kW (101,97 KM) i o długości kadłuba do 13 m, których prędkość maksymalna ograniczona jest konstrukcyjnie do 15 km/h                                                                 |
| 1   | żeglarz jachtowy        | - ukończenie 14. roku życia, - zdanie egzaminu z wymaganej wiedzy i umiejętności. | - prowadzenie jachtów żaglowych (które mogą być wyposażone w pomocniczy napęd mechaniczny) po wodach śródlądowych, - prowadzenie jachtów żaglowych (które mogą być wyposażone w pomocniczy napęd mechaniczny) o długości kadłuba do 12 m po morskich wodach wewnętrznych oraz pozostałych wodach morskich w strefie do 2 Mm od brzegu, w porze dziennej. (uprawnienia do uzyskania 14. roku życia (zmiana przepisów) realizowane muszą być pod nadzorem) |
| 2   | jachtowy sternik morski | - ukończenie 18. roku życia, - odbycie co najmniej dwóch rejsów po wodach morskich w łącznym czasie co najmniej 200 godzin żeglugi, - zdanie egzaminu z wymaganej wiedzy i umiejętności. | - prowadzenie jachtów żaglowych (które mogą być wyposażone w pomocniczy napęd mechaniczny) po wodach śródlądowych, - prowadzenie jachtów żaglowych (które mogą być wyposażone w pomocniczy napęd mechaniczny) o długości kadłuba do 18 m po wodach morskich, - motorowodnego sternika morskiego: - prowadzenie jachtów motorowych po wodach śródlądowych, - prowadzenie jachtów motorowych o długości kadłuba do 18 m po wodach morskich.                |
| 3   | kapitan jachtowy        | - posiadanie patentu jachtowego sternika morskiego, - po uzyskaniu patentu jachtowego sternika morskiego odbycie co najmniej sześciu rejsów po wodach morskich w łącznym czasie co najmniej 1200 godzin żeglugi, w tym: - co najmniej 400 godzin samodzielnego prowadzenia jachtu o długości kadłuba powyżej 7,5 m - co najmniej jeden rejs powyżej 100 godzin żeglugi na jachcie o długości kadłuba powyżej 20 m - jeden rejs powyżej 100 godzin żeglugi po wodach pływowych z zawinięciem do co najmniej dwóch portów pływowych. | - prowadzenie jachtów żaglowych (które mogą być wyposażone w pomocniczy napęd mechaniczny) po wodach śródlądowych i morskich bez ograniczeń. - kapitana motorowodnego: - prowadzenie jachtów motorowych po wodach śródlądowych i morskich bez ograniczeń. |

Obecnie polskie patenty żeglarskie mają wymiary 54 x 86 mm i wykonane są z tworzywa sztucznego. Wcześniejsze patenty były dokumentami plastikowymi lub papierowymi o zmieniających się formatach i formach a przede wszystkim zakresie uprawnień.
| Patenty jachtowego sternika morskiego: |  |  |
|                                        |  |  |
|                                        |  |  |

 Zobacz więcej w osobnym artykule Dawne polskie patenty żeglarskie
W niektórych krajach (np. w Polsce) patenty uprawniają do prowadzenia (bycia kapitanem) jachtów żaglowych o długościach i po akwenach zależnych od tegoż patentu. Od 1 stycznia 2008 do prowadzenia jachtu żaglowego o długości całkowitej do 7,5 m, a także jachtu motorowego o mocy silnika do 10 kW nie wymaga się posiadania patentu. Ponadto w Polsce może prowadzić jacht żaglowy osoba posiadająca uprawnienia do prowadzenia danego jachtu uzyskane za granicą, chociażby była obywatelem polskim.
W Polsce wydaje Polski Związek Żeglarski – dotyczące jachtów żaglowych i Polski Związek Motorowodny i Narciarstwa Wodnego – dotyczące jachtów motorowych.

### Podstawa prawna
Wydawanie patentów reguluje:
- Ustawa z 21 grudnia 2000 r. o żegludze śródlądowej (Dz.U. z 2025 r. poz. 18) (art. 37a)
- Rozporządzenie Ministra Sportu i Turystyki z 9 kwietnia 2013 r. w sprawie uprawiania turystyki wodnej (Dz.U. z 2013 r. poz. 460)

Przeprowadzenie egzaminów na patenty reguluje:
- Rozporządzenia Ministra Sportu i Turystyki oraz Ministra Transportu, Budownictwa i Gospodarki Morskiej z 22 maja 2013 r. w sprawie szczegółowych warunków uzyskiwania upoważnienia do przeprowadzania egzaminu potwierdzającego posiadanie odpowiedniej wiedzy i umiejętności z zakresu żeglarstwa oraz warunków kadrowych i organizacyjnych koniecznych do przeprowadzania tego egzaminu (Dz.U. z 2013 r. poz. 602)

## Patenty na świecie
W większości krajów posiadanie patentu jest nieobowiązkowe i nie wiąże się z konkretnymi uprawnieniami lecz potwierdza posiadane kwalifikacje. W krajach tych patent ten jedynie ułatwia wyczarterowanie jachtu, ubezpieczenie lub wpływanie do określonych portów. Wymaganie uprawnień zawodowych do prowadzenia jednostki uzależnione jest najczęściej od wielkości jachtu poniżej której nie są wymagane jakiekolwiek uprawnienia. W niektórych krajach patenty są jednak wymagane, m.in. na Litwie, Łotwie, w Danii (jachty powyżej 20 ton wyporności), Holandii (powyżej 15 m długości), Niemczech (jeśli jacht jest wyposażony w silnik pomocniczy o mocy powyżej 15 KM) z wyjątkiem czarteru barek turystycznych na wydzielonym obszarze Pojezierza Meklemburskiego, Szwecji (powyżej 12 m długości i 4 szerokości) i Chorwacji. W większości tych krajów honorowane są patenty polskie.
Innymi organizacjami wydającymi uznawane przez wiele krajów na świecie certyfikaty kompetencji są: brytyjski RYA (Royal Yachting Association) oraz amerykański IYT (International Yacht Training Worldwide)